# لیدیا کورساکوونا
لیدیا کورساکوونا (لهستانی: Lidia Korsakówna؛ ۱۷ ژانویهٔ ۱۹۳۴ – ۶ اوت ۲۰۱۳) یک بازیگر تئاتر و سینما اهل لهستان بود.
از فیلم‌ها یا برنامه‌های تلویزیونی که وی در آن نقش داشته‌است، می‌توان به سفری برای یک لبخند و قماری بالاتر از زندگی اشاره کرد.
وی بابت فعالیت‌های هنری‌اش در سال ۱۹۷۹ میلادی، برندهٔ نشان افتخار تولد لهستان شد.